# Giải vô địch bóng đá U-17 thế giới 2021
Giải vô địch bóng đá U-17 thế giới 2021 (tiếng Anh: 2021 FIFA U-17 World Cup) đáng lẽ sẽ là phiên bản thứ 19 của Giải vô địch bóng đá U-17 thế giới, giải vô địch bóng đá trẻ nam quốc tế hai năm một lần dành cho các đội tuyển quốc gia dưới 17 tuổi của các hiệp hội thành viên FIFA. Tuy nhiên, do đại dịch COVID-19, giải đấu đã bị hủy vào ngày 24 tháng 12 năm 2020. Nước chủ nhà Peru được trao quyền đăng cai Giải vô địch bóng đá U-17 thế giới tiếp theo.
Brazil là đương kim vô địch.